# Edward Vincent Loustalot
Pour les articles homonymes, voir Loustalot.
Edward Vincent Loustalot est un Ranger de l'United States Army né le 17 mars 1919 à Franklin en Louisiane. Il est mort au combat le 19 août 1942,  en participant au débarquement de Dieppe et est considéré comme le premier soldat américain tué par les Allemands pendant la Seconde Guerre mondiale. 

## Présentation
Son décès survient au cours de l'opération « FLODDEN » dont le but est la prise de la batterie d’artillerie de Berneval, qui aurait permis de neutraliser le tir ennemi sur Dieppe. Au cours de la mission, menant l'assaut Loustalot a pris le commandement après que le capitaine britannique a été tué. Il a escaladé une falaise abrupte avec ses hommes, a été blessé trois fois, mais a finalement été abattu par une mitrailleuse ennemie dans un tir croisé lors de ses tentatives pour atteindre le nid au sommet de la falaise. Le lieutenant Joseph Randall et T-4 Howard Henry sont les deux autres Américains morts à Dieppe le même jour. 
Le lieutenant Loustalot est enterré dans le cimetière des Ardennes américaine en Belgique.
Souvent, dans les comptes du raid de Dieppe, il est appelé à tort Edwin plutôt qu'Edward.

## Hommages
- Le mardi 3 juin 2014 eût lieu une cérémonie en son hommage[4].
- Une plaque commémorative en son honneur se trouve à Berneval-le-Grand.
- Une rue porte son nom  en son honneur[5].